# ユニバーシティプレース (ワシントン州)
ユニバーシティプレース（University Place）は、アメリカ合衆国ワシントン州ピアース郡の都市である。タコマに隣接している。人口は3万4866人（2020年）。

## 歴史
1800年代、タコマ北部のリベラル・アーツ・カレッジ、ピュージェットサウンド大学がメソジスト大学を新設するためにタコマ南西の広大な土地を買収し「ユニバーシティプレース」と名付けた。しかし計画は中止となり、大学はその土地を11,000 USドルでタコマ市に売却した。長らく国勢調査指定地域となっていたが、1995年8月31日に法人化され自治体として独立した。
チェンバーズベイ・ゴルフ場はスコティッシュリンクスのゴルフ場であり、2010年の全米アマが開催されたほか、2015年には初の全米オープンの開催が行われている。

## 地理
アメリカ合衆国統計局によると、総面積21.9 km2 (8.5 mi2) である。このうち21.7 km² (8.4 mi²) が陸地であり、0.2 km² (0.1 mi²) (0.83%) が水地である。

## 人口
2000年国勢調査では、人口29,933人、12,149世帯、8,212家族が暮らしている。人口密度は1,377.5/km2 (3,569.0/mi2) である。1,512.4/km2 (583.7/mi2) の平均的な密度に12,684軒の住宅が建っている。この都市の人種構成は白人75.87%、アフリカン・アメリカン8.74%、ネイティブ・アメリカン0.72%、アジア7.47%、太平洋諸島系0.56%、その他の人種1.35%、混血5.29%である。この人口の3.84%はヒスパニックまたはラテン系である。
全世帯のうち、18歳未満の子供と同居している世帯が34.7%、夫婦のみの世帯が51.6%、未婚女性の世帯が12.7%であり、32.4%は家族を持たない。個人名義の世帯主が26.1%、そのうち65歳以上が7.3%である。世帯ごとの平均人数は2.45人、家族ごとの平均人数は2.97人である。
18歳未満が26.0%、18歳以上24歳以下が9.2%、25歳以上44歳以下が28.6%、45歳以上64歳以下が25.0%、65歳以上が11.2%、平均年齢は36歳である。女性100人に対して男性は91.0人である。18歳以上の女性100人に対して男性は86.5人である。
この都市の世帯ごとの平均的な収入は50,287 USドルであり、家族ごとの平均的な収入は60,401 USドルである。男性は42,452 USドルに対して女性は30,045 USドルの平均的な収入がある。この都市の一人当たりの収入 (per capita income) は25,544 USドルである。人口の6.0%及び家族の7.3%の収入は貧困線以下である。全人口のうち18歳未満の9.5%及び65歳以上の3.8%は貧困線以下の生活を送っている。

## 教育
- 学区:
  - ユニバーシティプレース学区 (University Place School District)
- 小学校:
  - Chambers Primary
  - Evergreen Primary
  - Sunset Primary
  - University Place Primary
- 中学校:
  - Curtis Junior High
  - Drum Intermediate
  - Narrows View Intermediate
- 高校:
  - Curtis Senior High

## 関係者
- John J. Nance: パイロット。航空専門家。作家。
- Gary Larson: コミック・ストリップ The Far Side の作者。
- パット・ティルマン (Pat Tillman): NFL選手。2002年5月、アメリカ陸軍に入隊。2004年4月22日、アフガニスタン紛争において、友軍の誤射により死去。